# Golfo de Kutch

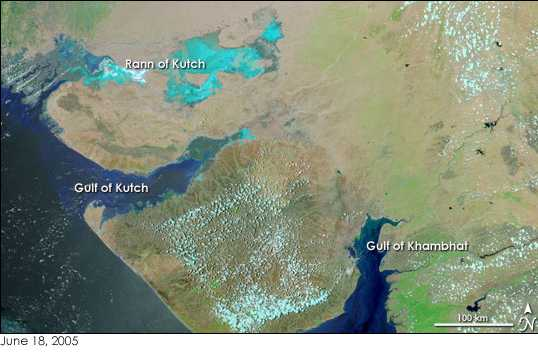
O golfo de Kutch, à esquerda na imagem
Imagem do Observatório da Terra da NASA

O golfo de Kutch é uma grande enseada no mar Arábico ao longo da costa ocidental da Índia, no estado de Gujarat.
A profundidade máxima do golfo é de 122 m.
Tem cerca de 160 km de comprimento e divide Kutch e a região de Kathiawar de Gujarat. O rio Rukmavati tem a sua foz próxima do golfo de Kutch.